# 达索集团
马塞尔·达索工业集团（法語：Groupe Industriel Marcel Dassault SAS，简称GIM Dassault），簡稱达索集团（法語：groupe Dassault，發音：[daso]），是一家位于法国巴黎的控股公司。达索集团在航空制造、国防、工业系统方面享有盛誉。
2019年6月12日達梭（Dassault）以每股92.25美元，斥資58億美元現金，收購美國健康軟體公司Medidata Solutions。

## 控股公司
达索集团所控股的公司，包括：
- 达索航空 50.5 %
  - 达索猎鹰(100 %)
  - 泰雷兹 (26 %)
  - Dassault Procurement Services (100%)
  - 达索猎鹰服务公司(100%)
  - Sogitec Industries (100%)
- 达索系统
- 费加罗报
- 达索房产
- 达索酒庄
- Artcurial
- SABCA
- Cleanova

## 參閲
- 達梭航太
- 马塞尔·达索（達梭集團的創辦人）
- 塞尔日·达索（馬塞爾之子）
- 奧利維耶·達梭（英语：Olivier Dassault）（達梭家族嫡長孫）
- 歐直AS350松鼠一型直升機
- 法國空軍官校（英语：École de l'air）(French Air Force Academy)
- 夏尔·埃德尔斯泰纳（英语：Charles Edelstenne）